# Phryxe magnicornis
Phryxe magnicornis là một loài ruồi trong họ Tachinidae.